# Nezumia duodecim
Nezumia duodecim es una especie de pez de la familia Macrouridae en el orden de los Gadiformes.

## Morfología
• Los machos pueden llegar alcanzar los 25 cm de longitud total.

## Alimentación
Come, principalmente, copépodos y poliquetos, y, en segundo término, otros crustáceos y algunos peces hueso.

## Hábitat
Es un pez de aguas profundas que vive entre 329-1.261 m de profundidad aunque, normalmente, lo hace entre 400 a 500 m.

## Distribución geográfica
Se encuentra desde el Golfo de Guinea hasta Angola.